# Luigi Garzi
Luigi Garzi appelé aussi Ludovico Garzi (Pistoia, 1638 - Rome 1721) est  un peintre italien baroque qui fut actif au XVIIe  et début du  XVIIIe siècle à Rome et à Naples.

## Biographie
Luigi Garzi a été l'un des principaux élèves d'Andrea Sacchi qu'il rejoignit à Rome à l'âge de 15 ans. Il étudia également auprès de Maratta qui influença grandement son style.
En 1680 Garzi a été nommé Régent de la Congregazione dei Virtuosi al Pantheon, une société honorifique de peintres instituée par la papauté.
En 1670 il  rejoignit la guilde des peintres l'Accademia di San Luca dont il est devenu directeur en 1682.
Son fils Mario a été aussi un peintre.

## Œuvres

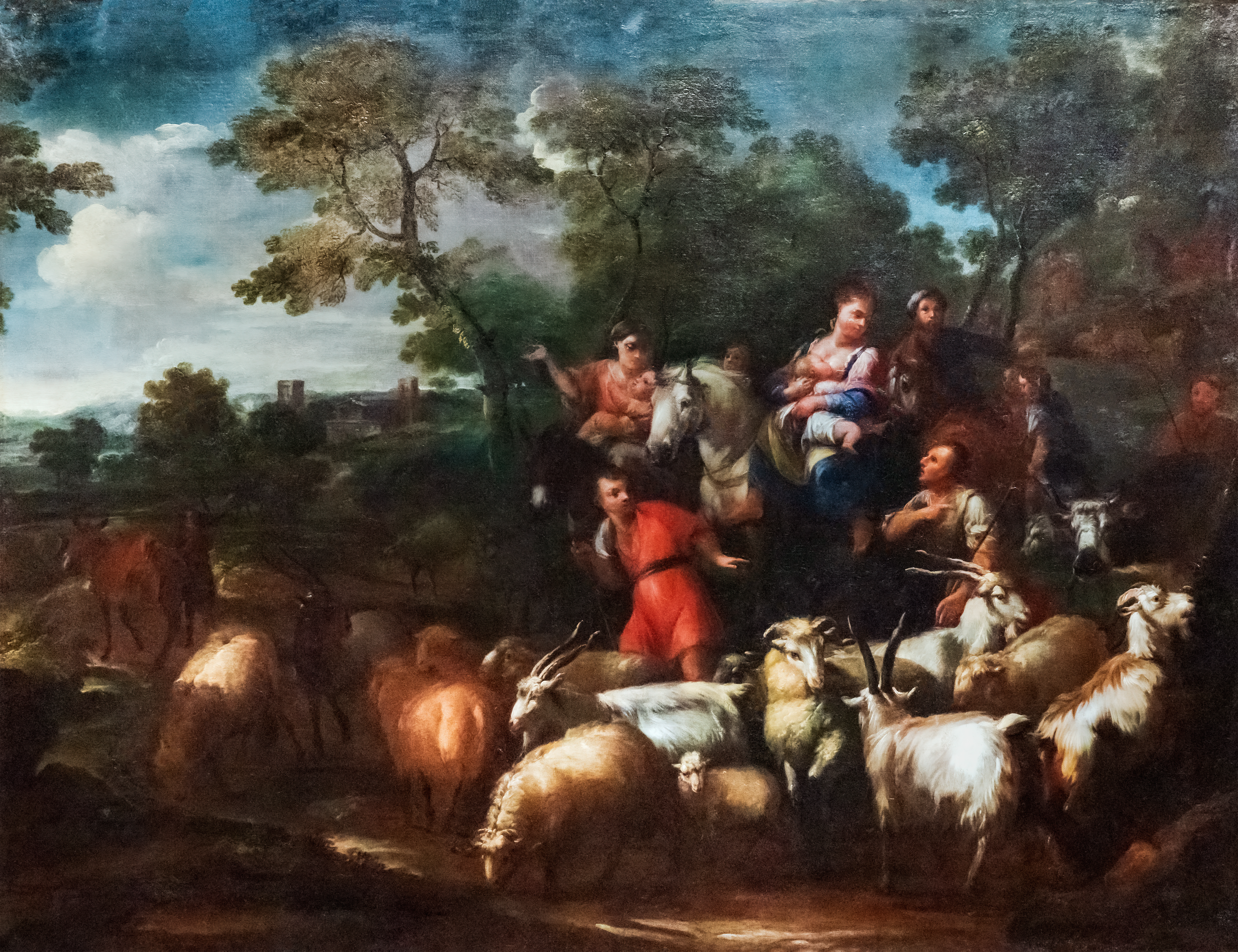
Le voyage de Jacob - Musée des Beaux-Arts de Narbonne

Au cours de l'année 1680, il produit ses premières œuvres :
- Triomphe de sainte Catherine et de tous les saints, église Santa Caterina a Magnanapoli, Rome (influence de Lanfranco)
- Saint  Sylvestre montre à Constantin les portraits des saints Pierre et Paul, Basilique Santa Croce in Gerusalemme (style de Maratta)[3]

Au début des années 1680 il a contribué à la fresque de la voûte de l'église San Carlo al Corso (Allégorie de la Foi) et a également complété celle représentant la Gloire du Père éternel (1686) pour la chapelle Cybo  de l'église Santa Maria del Popolo. Il participa à la réalisation de la série de peintures mythologiques du Palazzo Buonaccorsi à Macerata (Vénus dans la forge de Vulcain) et décora deux salles du Palais Royal. Deux grands ensembles décoratifs sont conservés à la basilique San Silvestro in Capite de Rome et à Santa Caterina a Formiello à Naples. En 1713, il réalise la Gloire de sainte Catherine sur la voûte de l'église Santa Caterina a Magnanapoli à Rome. Son travail de fresquiste est influencé par l'étude de la peinture émilienne de Reni, de Domenichino et surtout de Lanfranco. Pour ses retables, il privilégia des modèles de composition classiques inspirés de Maratta.
États-Unis
- Hercule et Omphale, J. Paul Getty Museum, Los Angeles.
- Rebecca au puits, huile sur toile de 101 cm × 74 cm, collection Lawrence Steigrad, New York.

Espagne
- Moïse sauvé des eaux, Ciudad de la Pintura, Espagne.

France
- Allégorie de la naissance d'un Prince, fondation Achenbach.
- L'Exaltation de la Croix, huile sur toile de 39 cm × 26 cm, Musée Fesch, Ajaccio.
- Présentation d'un modèle au Pape Innocent XII (1691-1700), Encre et lavis bruns, collection Puech, Musée Calvet, Avignon.
- Le voyage de Jacob Musée des Beaux-Arts de Narbonne [4]
- Domine Quo Vadis, huile sur toile de 63,3 cm × 48 cm, galerie Antoine Tarantino, Paris.

Italie
- Gloire de Saint François, église Santissime Stimmate di San Francesco.
- Vénus dans la forge de Vulcain, Palazzo Buonaccorsi, Macerata.
- Sainte Barbe et le Christ ressuscité, église Santa Barbara dei Librari
- Histoires de la vie de Saint Paul (1701), fresque, église San Paolo alla Regola
- Saints Protecteurs (1704), Cathédrale de Cagli
- Saint Philippe Neri, église San Filippo Neri, Fano.
- Le Prophète, archibasilique Saint-Jean-de-Latran, Rome.

Non renseigné
- Traversée de la Mer Rouge,
- Diane et Callisto,
- Allégorie de l'Amour, huile sur toile de 75,5 cm × 62,9 cm.
- Coriolanus,
- Dessin allégorique
- La naissance d'Adonis et la transformation de Myrrha